# Штефан-чел-Маре (комуна, Васлуй)
Штефан-чел-Маре (рум. Ștefan cel Mare) — комуна у повіті Васлуй в Румунії. До складу комуни входять такі села (дані про населення за 2002 рік):
- Бирзешть (1104 особи)
- Брехешоая (402 особи)
- Келугерень (183 особи)
- Кенцелерешть (252 особи)
- Мерешень (849 осіб)
- Мунтенешть (126 осіб)
- Штефан-чел-Маре (472 особи) — адміністративний центр комуни

Комуна розташована на відстані 280 км на північний схід від Бухареста, 11 км на північний захід від Васлуя, 48 км на південь від Ясс, 146 км на північ від Галаца.

## Населення
За даними перепису населення 2002 року у комуні проживали 3388 осіб, усі — румуни. Усі жителі комуни рідною мовою назвали румунську.
Склад населення комуни за віросповіданням:
| Релігія       | Кількість осіб | Відсоток |
| ------------- | -------------- | -------- |
| православні   | 3368           | 99,4%    |
| римо-католики | 3              | 0,1%     |
| бретрени      | 3              | 0,1%     |
| лютерани      | 3              | 0,1%     |
| атеїсти       | 2              | 0,1%     |
| адвентисти    | 1              | < 0,1%   |
| мусульмани    | 1              | < 0,1%   |

## Зовнішні посилання
- Дані про комуну Штефан-чел-Маре на сайті Ghidul Primăriilor